# Kabylia

Lokalizacja Kabylii

Kabylia (kab. Tamurt Iqbayliyen, Tamurt n Leqbayel, arab. القبائل = Al-Kaba'il, fr. Kabylie) – górzysta kraina geograficzna w północnej Algierii, w Atlasie Tellskim, na wschód od niewielkiej niziny Mitidja. Głównym miastem jest Tizi Wuzu, a także Akbou i Kherrata; region ma park narodowy Djurdjura.
Dzieli się na Kabylię Wielką w części zachodniej (obejmującą pasma górskie Djurdjura) i Kabylię Małą (w części wschodniej). Pierwotną ludność krainy stanowili berberyjscy Kabylowie.
Obszar ten jest jednym z najgęściej zaludnionych rejonów Afryki. Jest też ważnym rejonem rolniczym; w Kabylii uprawia się figi, oliwki, zboża (jęczmień), hoduje owce i drób. Region kabylski ma dobrze rozwinięte rzemiosło artystyczne (garncarstwo, tkactwo, jubilerstwo).
W regionie działa pokojowy Ruch na Rzecz Autonomii Kabylii (Mouvement pour l'Autonomie de la Kabylie, MAK), którego liderem jest Ferhat Mehenni.